# Teodor Rudnicki
Teodor Rudnicki (ur. 12 grudnia 1790 w Piętnie koło Turka, zm. 13 marca 1813 w Warszawie) – podpułkownik piechoty Armii Księstwa Warszawskiego, uczestnik wojen napoleońskich.
Był synem Antoniego, deputata na trybunał koronny. Od 1806 służył wojskowo w 8 Pułku Piechoty. Wyróżniał się zdolnościami i walecznością, co otworzyło mu drogę do rychłego awansu; przed ukończeniem 20. roku życia został kapitanem. "Łagodny i cichy w gronie towarzyszów broni, surowy a wyrozumiały dla swoich żołnierzy" (Wóycicki), cieszył się przyjaźnią pułkownika Cypriana Godebskiego i poważaniem wśród podwładnych.
W kwietniu 1809 był ranny w bitwie pod Raszynem (poległ wówczas Godebski), za męstwo odznaczony został orderem wojennym. W kampanii 1812 w szeregach 12 Pułku Piechoty, już w stopniu podpułkownika, wyróżnił się w bitwach pod Smoleńskiem, Możajskiem i Woronowem. Doznał ciężkiej rany w bitwie pod Mścisławem; przewieziony przez towarzyszy broni do Warszawy, zmarł wskutek obrażeń kilka miesięcy później (13 marca 1813) i pochowany został na Cmentarzu Powązkowskim.